# Міжфракційне депутатське об'єднання «Розумна політика»
Розумна політика — міжфракційне депутатське об'єднання, створене у Верховній Раді України IX скликання. Засноване 8 листопада та зареєстроване 16 листопада 2021 року. Керівник — народний депутат, Голова Верховної Ради 2019—2021 рр. Дмитро Разумков.

## Склад
Станом на червень 2025 року  до «Розумної Політики» увійшли:
1. Дмитро Разумков
2. Володимир Козак («Слуга народу»);
3. Василь Мокан («Слуга народу»);
4. Неллі Яковлєва («Слуга народу»);
5. Оксана Дмитрієва («Слуга народу»);
6. Валерій Божик («Слуга народу»);
7. Дмитро Микиша (позафракційний);
8. Ольга Саладуха («Слуга народу»);
9. Ольга Коваль («Слуга народу»);
10. Михайло Новіков («Слуга народу»);
11. Роман Бабій («Слуга народу»);
12. Аліна Загоруйко («Слуга народу»);
13. Євген Петруняк («Слуга народу»);
14. Іван Юнаков («Слуга народу»);
15. Любов Шпак  («Слуга народу»);
16. Андрій Ніколаєено («Батькіщина»);

## Законодавчі ініціативи
За авторством об'єднання «Розумна Політика» були зареєстровані/ухвалені важливі законодавчі ініціативи.
Щодо військових
У березні 2023 року Верховна Рада ухвалила Закон «Про внесення зміни до статті 20 Закону України „Про військовий обов'язок і військову службу“ щодо комплектування Збройних Сил України посадовими особами офіцерського складу на особливий період», він передбачає можливість отримання військовими молодших офіцерських звань без вищої освіти.
На запит військових у березні був зареєстрований законопроект № 9166. Н им передбачається забезпечення однаковим рівнем соціального захисту всіх захисників незалежно від дати загибелі у цій війні. Сім'ї полеглих у період з 14 квітня 2014 до 24 лютого 2022 отримають різницю між фактично виплаченою одноразовою грошовою допомогою і тими 15 млн грн, які нараховують сьогодні. Виплати будуть відбуватися у наступному після перемоги бюджетному році у порядку, встановленому Кабміном.
У квітні Парламент підтримав правку № 48 до законопроекту № 8312, авторства Дмитра Разумкова, яка повертає виплати українським захисникам, що були відібрані ще в лютому того ж року. Саме завдяки цьому рішенню у червні 2023 був ухвалений законопроект № 9342, він передбачає, що поранені військові, виведені поза штат, перші 2 місяці отримували виплати за останньою займаною посадою в повному обсязі, а наступні місяці — 20100 грн щомісяця та надбавки. Це суттєво вище, ніж пропонувала влада.
У червні був зареєстрований законопроект № 9420. Передбачає закріплення на рівні закону права на пільговий обрахунок вислуги років для тих військових, що беруть участь у бойових діях з 24 лютого 2022 року: один місяць за три під час участі у бойових діях у період воєнного стану.
У серпні був зареєстрований законопроект № 9556. Пропонується зупинити вчинення виконавчих дій стосовно строковиків, мобілізованих і контрактників на період воєнного стану; зняти раніше накладені арешти на їх рахунки. Головна мета — захистити військових від повальної практики блокування їх банківських карток.
Також були зареєстровані законопроекти № 9639 та № 9640. Пропонується звільнити від сплати ввізного мита легкові автомобілі, що одноразово ввозяться з-за кордону військовослужбовцями, УБД або особами з інвалідністю внаслідок війни. Також закладаємо можливість передавати таке авто в користування членам сім'ї військового чи ветерана, або третім особам.
Антикорупційна діяльність
За даними опитування КМІС, станом на серпень 2023 року, 89 % громадян України вважають корупцію другою за рівнем значущості проблемою після повномасштабної війни. Після оприлюднення цього дослідження Президент України Володимир Зеленський заявив, що планує зареєструвати законопроект про прирівння покарання за корупцію під час війни до покарання за держзраду.
Наприкінці серпня був зареєстрований законопроект № 9659. Він запроваджує статтю 111-3 до Кримінального Кодексу, де буде вказана така сама відповідальність за корупційні діяння на території України, як і за державну зраду під час воєнного стану, позбавлення волі на строк 15 років або довічне з конфіскацією майна.
Допомога бізнесу  і соціальна політика
Після звернень від представників бізнесу був зареєстрований законопроект №8387, що закріплює реальну презумпцію невинуватості платника податків. Презумпція невинуватості платника податків має бути частиною повноцінного комплексного інституту податкової відповідальності. Платник вважається невинуватим у вчиненні податкового правопорушення, поки його вина не буде доведена в законному порядку.
У вересні були зареєстровані законопроекти № 10024 та № 10025 вводять пільговий період ввезення генераторів та інших супутніх товарів до 1 травня 2024 року. Це допоможе зменшити ціни на життєво необхідний товар, аналогічні ініціативи ми реєстрували торік, тоді Парламент їх підтримав, допомігши багатьом українцям пережити зиму.
Національно-патріотичне виховання
У грудні 2022 року в Україні був вперше ухвалений комплексний закон, за авторства «Розумної політики», «Про основні засади державної політики у сфері утвердження української національної та громадянської ідентичності». Його основна мета — поширити сферу національно-патріотичного виховання на всі вікові категорії населення.
Медична реформа
Важливим кроком для медичної сфери було прийняття ЗУ «Про внесення змін до деяких законів України, що регулюють питання трансплантації анатомічних матеріалів людині», який розв'язує питання оплати трансплантацій. Зокрема, документом встановлюється, що держава оплачує всі трансплантації, і для пацієнта вони безкоштовні. Також передбачається, що тарифи повністю покривають витрати лікарень на проведення таких операцій.
Після початку повномасштабного вторгнення на запит військових був зареєстрований законопроект № 8011 «Про внесення змін та доповнень до деяких законів України з метою забезпечення прав учасників війни на біологічне посттравматичне батьківство/материнство», ініційований народними депутатами від об'єднання «Розумна Політика». У березні 2023 року проголосований цей проект закону у першому читанні. Він передбачає безоплатне зберігання репродуктивних клітин захисників і захисниць і, таким чином, дати їм гарантію в майбутньому мати власних дітей.
Допомога волонтерам
На початку вторгнення був зареєстрований законопроект, який встановлює великий розмір шкоди у випадку якщо загальна вартість товарів  гуманітарної допомоги, благодійних пожертв або безоплатної допомоги у 250 і більше разів перевищує неоподатковуваний мінімум доходів громадян, основний — у 350 і більше; особливо великий розмір — 500 і більше неоподатковуваний мінімум доходів громадян проти 1000 і більше неоподатковуваних мінімум доходів громадян в основному законопроекті.
Звернення до Кабінету Міністрів
Щоб стимулювати початок розробки комплексної державної стратегії для повернення українських біженців з-за кордону до України, було зареєстровано проект Постанови Верховної Ради «Про звернення до Кабінету Міністрів України стосовно удосконалення засад формування державної політики щодо громадян України, які були вимушені покинути державу внаслідок бойових дій» (№ 9115).
Як тільки в Уряді заявили про плани вилучення надходжень від «військового ПДФО» з місцевих бюджетів, було зареєстровано проект Постанови «Про Звернення до Кабінету Міністрів України щодо неприпустимості зниження доходів місцевих бюджетів в умовах повномасштабного вторгнення Російської Федерації» (№ 10074).
У березні 2023 року було ініційовано звернення до Уряду щодо встановлення мораторію на підвищення тарифів на комунальні послуги для населення (№ 9102).
Свобода слова
У липні 2022 року Дмитро Разумков зареєстрував депутатське звернення на Голову Верховної Ради із закликом дозволити журналістам знову працювати в будівлі парламенту. Відповідна Постанова щодо допуску представників ЗМІ до Парламенту була зареєстрована у жовтні 2023 році.

## Команда Разумкова
24 січня 2022 року Дмитро Разумков представив громадську організацію «Команда Разумкова».
З моменту повномасштабного вторгнення представники об'єднання «Розумна Політика» постійно відвідують з гуманітарною допомогою прифронтові регіони: Київська, Сумська, Чернігівська, Харківська, Донецька, Запорізька, Херсонська, Миколаївська, Одеська області.